# Elsa Björklund
Elsa Margareta Björklund (* 14. Januar 1895 in Stockholm; † 15. Mai 1970 ebenda) war eine schwedische Schwimmerin.

## Karriere
Björklund nahm 1912 an den Olympischen Spielen teil. Im Wettkampf über 100 m Freistil erreichte sie mit einer Zeit von 1:45,6 min den sechsten Rang in ihrem Vorlauf.